# Witschouderzijdeaapje
Het witschouderzijdeaapje (Mico humeralifer) is een soort van het geslacht Amazone-oeistiti's (Mico). Zowel de volwassen mannetjes als de vrouwtjes wegen 280-310 g, zijn gelijk gebouwd en gekleurd en ze leven in kleine, gemengde groepen. In het verspreidingsgebied is het de enige aap met oorpluimpjes en klauwtjes. Het witschouderzijdeaapje heeft een zwartachtige vacht op de romp met grijsachtige of witachtige vlekken, een kwastachtige, horizontaal uitstaande, grijze mantel, wittige tot grijzige oorpluimpjes die ingeplant staan op beide oppervlakken van de oorschelpen, en een staart met brede zwarte en smalle zilverachtige ringen. Het onbehaarde gezicht is donker gepigmenteerd, behalve rond de neusgaten en ogen. De dieren leven op een dieet van insecten, fruit en plantensappen zoals nectar en gom. De soort komt voor in een klein stukje van het Amazonebekken in Brazilië. De kennis over de populatieomvang is beperkt omdat de soort voorkomt in een afgelegen gebied. De huidige beschermingsstatus is kwetsbaar.

## Beschrijving
Het gezicht van het witschouderzijdeaapje is donker gepigmenteerd behalve rond de neusgaten en de ogen. De beharing is dunner rond en tussen de ogen en juist dichter aan de zijkanten van het gezicht, op het voorhoofd en rond de mond. De vacht op het voorhoofd is grijsachtig. Oorpluimpjes zijn aanwezig en worden gevormd door beige tot grijsachtige haren die zowel staan ingeplant op de binnen- als op de buitenkant van de oorschelp. Jonge dieren hebben meestal een kenmerkende zwarte lengtestreep over de kop en hoewel het oor dicht behaard is, groeien de oorpluimpjes pas later uit. De keel is dun behaard. De vacht op de schouders vormt een mantel die met z'n licht grijsachtige bont opvallend afwijkt van de omringende vacht. De rug is bedekt door een zwartachtige vacht met onregelmatige grijs- of witachtige vlekken. De heupen zijn witachtig maar de dijen hebben dezelfde kleur als de rug. De borst geelbruin. De bovenkant van de voorpoten is licht grijsachtig bovenaan maar naar onder steeds donkerder en de rug van de handen is zwart. De achterkant van de achterpoten is zwartachtig zoals de hoofdkleur van de rug, de bovenkant van de voeten zwart. De vacht van de staart is dezelfde kleur als de rug met smalle grijsachtige gekleurde ringen. Het dier is niet in staat zichzelf met de staart vast te houden. Net als alle andere klauwaapjes heeft het witschouderzijdeaapje geen opponeerbare duimen en grote tenen, maar klauwtjes op alle andere vingers en tenen. De neus is iets opgewipt en er zijn geen neusvleugels. De mannelijke en vrouwelijke geslachtsorganen zijn groter en complexer bij Amazone-oeistiti's (inclusief M. humeralifer) dan bij Atlantische oeistiti's. De geslachten zijn overigens gelijk. Het witschouderzijdeaapje heeft 22 paar homologe chromosomen (2n=44). Overal binnen het verspreidingsgebied is het de kleinste apensoort.

### Anatomie
Het witschouderzijdeaapje heeft de tandformule 2.1.3.22.1.3.2 × 2 = 32, dat wil zeggen twee snijtanden, een hoektand, drie valse kiezen en twee ware kiezen in elke helft van de bovenkaak, en diezelfde elementen in de onderkaak, hetzelfde als de meeste andere klauwaapjes. De onderste hoektanden en snijtanden zijn van vergelijkbare hoogte, de bovenste kiezen zijn kegelvormig en van boven gezien is het voorste deel van de onderkaak is V-vormig. Het gebit van klauwaapjes is aangepast aan het openbijten van de bast van bomen, waardoor ze gom kunnen laten ontstaan wat een belangrijk deel van hun dieet uitmaakt. De hoektanden staan wat naar achteren, en het draaipunt van de onderkaak staat in hetzelfde vlak als het snijvlak van de tanden. Dat zijn allemaal morfologische aanpassing aan het gutsen van de bast van bomen. De ruimte tussen de snijtanden en de hoektanden, ook zo'n aanpassing, is echter niet zo groot als bij de soorten van het geslacht Callithrix Atlantische oeistiti's. Het benige gehemelte eindigt aan de achterrand van de tweede ware kiezen. De wervelkolom bestaat gemiddeld uit 7 nekwervels, 12 borstwervels, 7 lendenwervels, 2 heiligbeenwervels en 30 staartwervels, 58 in totaal, maar het aantal heiligbeen en staartwervels varieert.

### Verschillen met gelijkende soorten
Net als het witschouderzijdeaapje heeft Mauészijdeaapje een donkere rug met grijzige of wittige vlekken en een zwartige staart met zilverige ringen, maar de haren van de donkergrijze mantel eindigen allemaal op de zelfde hoogte en ogen daarom alsof ze zijn geknipt, en de oorpluimpjes zijn zwartig van kleur. Roosmalens dwergzijdeaapje, Marca's zijdeaapje, zwartstaartzijdeaapje en het zwartkopzijdeaapje hebben een vergelijkbare gezichtspigmentatie maar afwijkende gekleurde vacht. Bij het roomkleurig met rossige geelvoetzijdeaapje is de staart rossig van grondtoon met grijzige ringen.

## Taxonomie
In zijn standaardwerk Systema naturae uit 1758 onderscheidde Carl Linnaeus vier geslachten in de orde Primates: Homo, Simia, Lemur en Vespertilio. Veel soorten die aanvankelijk in het geslacht Simia waren geplaatst, werden later verdeeld over veel nieuwe geslachten. Uiteindelijk bleef de naam Simia over zonder dat er soorten onder waren opgenomen omdat onduidelijk was welke soort als het type van de geslachtsnaam moest worden beschouwd. Daarom is Simia door de International Commission on Zoological Nomenclature onderdrukt in 1929. Étienne Geoffroy Saint-Hilaire heeft in 1812 als eerste het witschouderzijdeaapje beschreven in het boek Recueil d'observations de zoologie et d'anatomie comparée, faites dans l'ocean Atlantique, dans l'interieur du noveau continent et dans la mer du sud pendant les années 1799, 1800, 1801, 1802 et 1803. Volume 1 [Verzamelde zoölogische en vergelijkend anatomische waarnemingen, gemaakt in de Atlantische Oceaan, in het binnenland van het nieuwe continent en in de Zuidzee in de jaren 1799, 1800, 1801, 1802 en 1803] van Alexander von Humboldt en hij gaf het de wetenschappelijke naam Simia humeralifera. In hetzelfde werk geeft hij ook de naam Jacchus humeralifer. Heinrich Kuhl deelde de soort in 1820 in bij het geslacht Hapale en maakte de nieuwe combinatie Hapale humeralifer. In 1839 creëerde Johann Andreas Wagner de naam Liocephalus voor het ondergeslacht waartoe het witschouderzijdeaapje moet worden gerekend. In 1840 intorduceerde René Primevère Lesson de naam Mico voor dezelfde groep. In 1876 maakte William Jardine een verschrijving van de naam van Kuhl en noemde de soort in 1833 Hapales humeralifer. Ook Hermann Schlegel maakte een verschrijving, maar nu van de tweede combinatie van Geoffroy Saint-Hilaire en gaf de naam Jachus humeralifer. Paul Matschie beschreef in 1893 een ander exemplaar dat afkomstig was van de linker oever van de Tapajós rivier als Hapale santaremensis. Édouard Louis Trouessart deelde in 1904 zowel de vorm van Geoffroy Saint-Hilaire als die van Matschie in bij het geslacht Callithrix en maakte zo de combinaties Callithrix humeralifer en C. santaremensis. In 1968 meende de Amerikaanse zoogdierkundige Philip Hershkovitz dat alle zijdeaapjes uit het Amazonebekken met oorpluimpjes tot één soort moesten worden gerekend met verschillende ondersoorten en creëerde daarom de naam Callithrix humeralifer subsp. humeralifer. De Braziliaanse primatoloog Anthony Rylands maakte daarin een fout met naam Callithrix hemeralifer subsp. hemeralifer in 1979. M. de Vivo corrigeerde in 1991 een fout in de uitgang van de naam van Trouessart en creëerde zo Callithrix humeralifera. Rylands et al. gebruikte in 2000 voor het eerst de huidige naam Mico humeralifer. Colin Groves gaf er in 2001 nog de voorkeur aan de soort onder te brengen in het ondergeslacht Mico als Callithrix (Mico) humeralifera. Omdat de oudste geslachtsnaam Liocephalus na de introductie in 1839 door niemand is gebruikt wordt deze geacht te zijn vervallen.
Het eerste deel van de soortnaam komt van het Latijnse woord humerāle dat wordt gebruikt om een cape aan te duiden die de schouders bedekt. Het achtervoegsel -fer betekent dragen. humeralifer betekent dus "die een schouderbedekkende cape draagt".

### Verwantschap
Onderzoek naar de verwantschap op basis van vergelijking van homoloog DNA heeft meer inzicht in de verwantschap van het witschouderzijdeaapje gegeven. Deze soort is het meest verwant aan het Mauészijdeaapje. De onderstaande boom geeft de huidige inzichten weer.
|  | Mico humeralifer witschouderzijdeaapje |
|  |                                        |
|  | Mico mauesi Mauészijdeaapje            |
|  |                                        |

|  | Mico saterei                                     |
|  |                                                  |
|  | overige soorten geslacht Mico Amazone-oeistiti's |
|  |                                                  |

|  | Mico humeralifer witschouderzijdeaapje |
|  |                                        |
|  | Mico mauesi Mauészijdeaapje            |
|  |                                        |

|  | Mico saterei                                     |
|  |                                                  |
|  | overige soorten geslacht Mico Amazone-oeistiti's |
|  |                                                  |

|  | Mico humeralifer witschouderzijdeaapje |
|  |                                        |
|  | Mico mauesi Mauészijdeaapje            |
|  |                                        |

|  | Mico saterei                                     |
|  |                                                  |
|  | overige soorten geslacht Mico Amazone-oeistiti's |
|  |                                                  |

|  | Mico humeralifer witschouderzijdeaapje |
|  |                                        |
|  | Mico mauesi Mauészijdeaapje            |
|  |                                        |

|  | Mico saterei                                     |
|  |                                                  |
|  | overige soorten geslacht Mico Amazone-oeistiti's |
|  |                                                  |

|  | Mico humeralifer witschouderzijdeaapje |
|  |                                        |
|  | Mico mauesi Mauészijdeaapje            |
|  |                                        |

|  | Mico saterei                                     |
|  |                                                  |
|  | overige soorten geslacht Mico Amazone-oeistiti's |
|  |                                                  |

|  | Mico humeralifer witschouderzijdeaapje |
|  |                                        |
|  | Mico mauesi Mauészijdeaapje            |
|  |                                        |

|  | Mico saterei                                     |
|  |                                                  |
|  | overige soorten geslacht Mico Amazone-oeistiti's |
|  |                                                  |

|  | Mico humeralifer witschouderzijdeaapje |
|  |                                        |
|  | Mico mauesi Mauészijdeaapje            |
|  |                                        |

|  | Mico saterei                                     |
|  |                                                  |
|  | overige soorten geslacht Mico Amazone-oeistiti's |
|  |                                                  |

|  | Mico humeralifer witschouderzijdeaapje |
|  |                                        |
|  | Mico mauesi Mauészijdeaapje            |
|  |                                        |

|  | Mico saterei                                     |
|  |                                                  |
|  | overige soorten geslacht Mico Amazone-oeistiti's |
|  |                                                  |

|  | Mico humeralifer witschouderzijdeaapje |
|  |                                        |
|  | Mico mauesi Mauészijdeaapje            |
|  |                                        |

|  | Mico saterei                                     |
|  |                                                  |
|  | overige soorten geslacht Mico Amazone-oeistiti's |
|  |                                                  |

|  | Mico humeralifer witschouderzijdeaapje |
|  |                                        |
|  | Mico mauesi Mauészijdeaapje            |
|  |                                        |

|  | Mico saterei                                     |
|  |                                                  |
|  | overige soorten geslacht Mico Amazone-oeistiti's |
|  |                                                  |

|  | Mico humeralifer witschouderzijdeaapje |
|  |                                        |
|  | Mico mauesi Mauészijdeaapje            |
|  |                                        |

|  | Mico saterei                                     |
|  |                                                  |
|  | overige soorten geslacht Mico Amazone-oeistiti's |
|  |                                                  |

|  | Mico humeralifer witschouderzijdeaapje |
|  |                                        |
|  | Mico mauesi Mauészijdeaapje            |
|  |                                        |

|  | Mico saterei                                     |
|  |                                                  |
|  | overige soorten geslacht Mico Amazone-oeistiti's |
|  |                                                  |

|  | Mico humeralifer witschouderzijdeaapje |
|  |                                        |
|  | Mico mauesi Mauészijdeaapje            |
|  |                                        |

|  | Mico saterei                                     |
|  |                                                  |
|  | overige soorten geslacht Mico Amazone-oeistiti's |
|  |                                                  |

|  | Mico humeralifer witschouderzijdeaapje |
|  |                                        |
|  | Mico mauesi Mauészijdeaapje            |
|  |                                        |

|  | Mico saterei                                     |
|  |                                                  |
|  | overige soorten geslacht Mico Amazone-oeistiti's |
|  |                                                  |

|  | Mico humeralifer witschouderzijdeaapje |
|  |                                        |
|  | Mico mauesi Mauészijdeaapje            |
|  |                                        |

|  | Mico saterei                                     |
|  |                                                  |
|  | overige soorten geslacht Mico Amazone-oeistiti's |
|  |                                                  |

|  | Mico humeralifer witschouderzijdeaapje |
|  |                                        |
|  | Mico mauesi Mauészijdeaapje            |
|  |                                        |

|  | Mico saterei                                     |
|  |                                                  |
|  | overige soorten geslacht Mico Amazone-oeistiti's |
|  |                                                  |

|  | Mico humeralifer witschouderzijdeaapje |
|  |                                        |
|  | Mico mauesi Mauészijdeaapje            |
|  |                                        |

|  | Mico saterei                                     |
|  |                                                  |
|  | overige soorten geslacht Mico Amazone-oeistiti's |
|  |                                                  |

|  | Mico humeralifer witschouderzijdeaapje |
|  |                                        |
|  | Mico mauesi Mauészijdeaapje            |
|  |                                        |

|  | Mico saterei                                     |
|  |                                                  |
|  | overige soorten geslacht Mico Amazone-oeistiti's |
|  |                                                  |

|  | Mico humeralifer witschouderzijdeaapje |
|  |                                        |
|  | Mico mauesi Mauészijdeaapje            |
|  |                                        |

|  | Mico saterei                                     |
|  |                                                  |
|  | overige soorten geslacht Mico Amazone-oeistiti's |
|  |                                                  |

|  | Mico humeralifer witschouderzijdeaapje |
|  |                                        |
|  | Mico mauesi Mauészijdeaapje            |
|  |                                        |

|  | Mico saterei                                     |
|  |                                                  |
|  | overige soorten geslacht Mico Amazone-oeistiti's |
|  |                                                  |

|  | Mico humeralifer witschouderzijdeaapje |
|  |                                        |
|  | Mico mauesi Mauészijdeaapje            |
|  |                                        |

|  | Mico saterei                                     |
|  |                                                  |
|  | overige soorten geslacht Mico Amazone-oeistiti's |
|  |                                                  |

|  | Mico humeralifer witschouderzijdeaapje |
|  |                                        |
|  | Mico mauesi Mauészijdeaapje            |
|  |                                        |

|  | Mico saterei                                     |
|  |                                                  |
|  | overige soorten geslacht Mico Amazone-oeistiti's |
|  |                                                  |

|  | Mico humeralifer witschouderzijdeaapje |
|  |                                        |
|  | Mico mauesi Mauészijdeaapje            |
|  |                                        |

|  | Mico saterei                                     |
|  |                                                  |
|  | overige soorten geslacht Mico Amazone-oeistiti's |
|  |                                                  |

|  | Mico humeralifer witschouderzijdeaapje |
|  |                                        |
|  | Mico mauesi Mauészijdeaapje            |
|  |                                        |

|  | Mico saterei                                     |
|  |                                                  |
|  | overige soorten geslacht Mico Amazone-oeistiti's |
|  |                                                  |

|  | Mico humeralifer witschouderzijdeaapje |
|  |                                        |
|  | Mico mauesi Mauészijdeaapje            |
|  |                                        |

|  | Mico saterei                                     |
|  |                                                  |
|  | overige soorten geslacht Mico Amazone-oeistiti's |
|  |                                                  |

|  | Mico humeralifer witschouderzijdeaapje |
|  |                                        |
|  | Mico mauesi Mauészijdeaapje            |
|  |                                        |

|  | Mico saterei                                     |
|  |                                                  |
|  | overige soorten geslacht Mico Amazone-oeistiti's |
|  |                                                  |

|  | Mico humeralifer witschouderzijdeaapje |
|  |                                        |
|  | Mico mauesi Mauészijdeaapje            |
|  |                                        |

|  | Mico saterei                                     |
|  |                                                  |
|  | overige soorten geslacht Mico Amazone-oeistiti's |
|  |                                                  |

|  | Mico humeralifer witschouderzijdeaapje |
|  |                                        |
|  | Mico mauesi Mauészijdeaapje            |
|  |                                        |

|  | Mico saterei                                     |
|  |                                                  |
|  | overige soorten geslacht Mico Amazone-oeistiti's |
|  |                                                  |

|  | Mico humeralifer witschouderzijdeaapje |
|  |                                        |
|  | Mico mauesi Mauészijdeaapje            |
|  |                                        |

|  | Mico saterei                                     |
|  |                                                  |
|  | overige soorten geslacht Mico Amazone-oeistiti's |
|  |                                                  |

|  | Mico humeralifer witschouderzijdeaapje |
|  |                                        |
|  | Mico mauesi Mauészijdeaapje            |
|  |                                        |

|  | Mico saterei                                     |
|  |                                                  |
|  | overige soorten geslacht Mico Amazone-oeistiti's |
|  |                                                  |

|  | Mico humeralifer witschouderzijdeaapje |
|  |                                        |
|  | Mico mauesi Mauészijdeaapje            |
|  |                                        |

|  | Mico saterei                                     |
|  |                                                  |
|  | overige soorten geslacht Mico Amazone-oeistiti's |
|  |                                                  |

|  | Mico humeralifer witschouderzijdeaapje |
|  |                                        |
|  | Mico mauesi Mauészijdeaapje            |
|  |                                        |

|  | Mico saterei                                     |
|  |                                                  |
|  | overige soorten geslacht Mico Amazone-oeistiti's |
|  |                                                  |

Er zijn geen fossielen bekend van enige soort zijdeaapje, inclusief het witschouderzijdeaapje.

## Gedrag
Alle vingers en tenen behalve de duim en grote teen hebben klauwtjes (sterk gebogen nagels), wat waarschijnlijk helpt bij het klimmen tegen verticale stammen en takken die de diertjes niet kunnen omvatten, maar waar ze wonden in knagen en de resulterende gom opeten. Verder lopen de dieren op handen en voeten over horizontale takken en springen ze van tak tot tak. Het witschouderzijdeaapje leeft in groepen van 5 tot 10 individuen. Informatie over de sociale structuur bij deze soort is onbekend, maar bij andere soorten Amazone-oeistiti's bestaan de groepen meestal uit slechts één dominant vrouwtje dat zich voortplant met een of meer mannetjes, er soms meer vrouwtjes zijn. Oeistiti's hebben een hoge, lange roep (5 tot 10 kHz) die in verschillende situaties kunnen worden gebruikt, als waarschuwingsroep, als contactroep of als lokroep voor partners. Bij in gevangenschap levende dieren is een keer een krekelachtig geluiden gehoord dat wordt gemaakt met open mond en een snel trillende tong. Hetzelfde dier maakte ook een zachter geluid met gesloten mond en de tong trillend tussen de lippen. In het wild zijn tjilpende geluiden en ook lange roep gehoord. De lange roepen hebben een geleidelijk dalende frequentie, of eerst dalend dan gelijkblijvend om vervolgens weer te stijgen. Vermoedelijk eten Amazone-oeistiti's op de eerste plaats planten en insecten. Gom is vooral belangrijk voedsel als er weinig fruit beschikbaar, maar het wordt ook gegeten als er veel fruit is, maar in mindere mate. Het dominante vrouwtje paart met een of meer mannetjes. De draagtijd is niet bekend. Ondanks dat ze een ongedeelde baarmoeder en slechts een enkel paar tepels hebben, baren alle klauwaapjes (behalve de springtamarin) normaal gesproken een twee-eiige tweeling. Klauwaapjes krijgen normaal gesproken 2 maal per jaar jongen.

## Verspreiding, populatieomvang en bescherming
Het witschouderzijdeaapje komt van nature uitsluitend voor in bossen tot 200 m boven zeeniveau in de Braziliaanse deelstaten Amazonas en Pará. Het verspreidingsgebied is afgegrensd door de Amazone in het noorden, de Tapajós rivier in het oosten, en de Maués en Parauari rivieren in het westen. De zuidelijke grens van de verspreiding is nog onbekend, maar deze zou kunnen liggen in de regio van de Paracari, een oostelijke zijrivier van de Parauari, omdat ten zuiden daarvan M. mauesi is waargenomen. In hetzelfde gebied komen nog tien andere soorten primaten voor, te weten de Amazonebrulaap (Alouatta nigerrima), zwartgezichtslingeraap (Ateles chamek), grijze wolaap (Lagothrix cana), witvoorhoofdkapucijnaap (Cebus albifrons), bruine kapucijnaap (Sapajus apella), goudrugdoodshoofdaapje (Saimiri ustus), roodneknachtaapje (Aotus nigriceps), hoffmannsspringaap (Plecturocebus hoffmannsi), kaalgezichtsaki (Pithecia irrorata), en witneussaki (Chiropotes albinasus).
De soort komt voor in dichte bossen die hun water voornamelijk ontvangen via neerslag en die niet periodiek overstromen, maar vooral in secundair bos met een dichtheid van ongeveer 7 individuen per 10 km. In gebieden waar selectief was gekapt waren dat 0,7 individuen en in laag ongestoord bos 2 individuen elke 10 km. De soort komt niet voor in hoog primair bos. In het secundair bos waar is geïnventariseerd was het de meest waargenomen primaat, en werd ook geregistreerd in selectief gekapte bossen en tot 15 m hoge bossen met veel lianen. Oeistiti's komen over het algemeen vooral voor in de onderste boomlaag van het bos.
Volgens de laatste update van de Rode Lijst van de IUCN, is het witschouderzijdeaapje een gevoelige soort. De dieren komen voor in elf beschermde gebieden: het Nationaal park Amazônia, Área de Proteção Ambiental Tapajós, Área de Proteção Estadual Praia do Sapo, Área de Proteção Estadual Bom Jardim/Passa Tudo, Reserva Extrativista Tapajós Floresta Nacional de Amaná, Floresta Nacional Pau-Rosa, Floresta Nacional Itaituba I, Floresta Nacional Itaituba II, Floresta Estadual Maués, en ook in het inheemse gebied Andirá-Marau. De Braziliaanse regering zal mogelijk stuwdammen laten bouwen in de Tapajós en diens zijrivieren, waardoor de oppervlakte van sommige van deze beschermde zones zou afnemen.